# José Sánchez Labrador
José Francisco Sánchez Labrador y Hernández, mais conhecido como padre José Sánchez Labrador (La Guardia, 17 de setembro de 1717 - Ravena, 10 de outubro de 1798) foi um zoólogo, botânico, naturalista, explorador, filólogo e padre missionário jesuíta, com destacada obra missionária e descrição geográfica e biológica na região do Gran Chaco, centro-leste da América do Sul, em territórios que hoje fazem parte das repúblicas da Argentina, Bolívia, Brasil e Paraguai. Estudioso em todos os tipos de ciências naturais, ele se destacou especialmente em zoologia, geobotânica, etnobotânica, sistemática, etnografia, linguística, medicina, etc. Dentro do contexto histórico de sua época, sua obra se insere na tendência cristã da ilustração.